# Illex coindetii
Espèce
Statut de conservation UICN

 LC  : Préoccupation mineure
Illex coindetii est une espèce de calmars de la famille des Ommastrephidae appelée encornet rouge, comme d'autres espèces de son genre. Il est répandu en Mer Méditerranée et dans le nord de l'Océan Atlantique.